# Comuna Lumina, Constanța
Lumina este o comună în județul Constanța, Dobrogea, România, formată din satele Lumina (reședința), Oituz și Sibioara. Ca instituție publică, Primăria Lumina s-a înființat pe 9 mai 1989.

## Așezare geografică
Lumina se află la 17 km nord de orașul Constanta, la 10 km vest de stațiunea balneo-climaterică Mamaia, la 5 km nord de orașul Ovidiu, la 7 km sud-est de aeroportul Mihail Kogălniceanu și la 5 km de orasul Năvodari.

## Demografie
Componența etnică a comunei Lumina
     Români (72,31%)
     Tătari (2,35%)
     Romi (2,27%)
     Alte etnii (0,7%)
     Necunoscută (22,37%)
Componența confesională a comunei Lumina
     Ortodocși (65,52%)
     Musulmani (4,94%)
     Romano-catolici (4,67%)
     Alte religii (1,13%)
     Necunoscută (23,74%)
Conform recensământului efectuat în 2021, populația comunei Lumina se ridică la 10.770 de locuitori, în creștere față de recensământul anterior din 2011, când fuseseră înregistrați 8.948 de locuitori. Majoritatea locuitorilor sunt români (72,31%), cu minorități de tătari (2,35%) și romi (2,27%), iar pentru 22,37% nu se cunoaște apartenența etnică. Din punct de vedere confesional, majoritatea locuitorilor sunt ortodocși (65,52%), cu minorități de musulmani (4,94%) și romano-catolici (4,67%), iar pentru 23,74% nu se cunoaște apartenența confesională.

## Politică și administrație
Comuna Lumina este administrată de un primar și un consiliu local compus din 17 consilieri. Primarul, Dumitru Chiru[*], de la Partidul Social Democrat, este în funcție din octombrie 2020. Începând cu alegerile locale din 2024, consiliul local are următoarea componență pe partide politice:
|  | Partid                          | Consilieri | Componența Consiliului | Componența Consiliului | Componența Consiliului | Componența Consiliului | Componența Consiliului | Componența Consiliului |
|  | ------------------------------- | ---------- | ---------------------- | ---------------------- | ---------------------- | ---------------------- | ---------------------- | ---------------------- |
|  | Partidul Social Democrat        | 6          |                        |                        |                        |                        |                        |                        |
|  | Partidul Național Liberal       | 5          |                        |                        |                        |                        |                        |                        |
|  | Alianța pentru Unirea Românilor | 3          |                        |                        |                        |                        |                        |                        |
|  | Partidul Mișcarea Populară      | 2          |                        |                        |                        |                        |                        |                        |
|  | Uniunea Salvați România         | 1          |                        |                        |                        |                        |                        |                        |